# La Quiaca
La Quiaca è un comune argentino della provincia di Jujuy, capoluogo del dipartimento di Yavi. È uno dei principali valichi frontalieri con la Bolivia ed è la città, con una popolazione superiore ai 10.000 abitanti, più elevata del Paese.

## Geografia
La Quiaca sorge sull'altopiano andino della Puna, a 290 km dalla capitale provinciale San Salvador de Jujuy. La cittadina sorge lungo la sponda destra del fiume omonimo, che la separa dall'antistante città boliviana di Villazón.

## Storia
Il centro abitato moderno iniziò a sorgere spontaneamente negli anni ottanta del XIX secolo. Il 20 febbraio 1907 fu promulgata la legge N° 134 che sanciva la nascita ufficiale di La Quiaca. L'anno seguente l'insediamento fu raggiunto dalla ferrovia internazionale che univa l'Argentina alla Bolivia.

## Società

### Popolazione
In base al censimento del 2001, nel territorio comunale dimorano 14.751 abitanti, con un aumento del 12,38% rispetto al censimento precedente (1991). Di questi abitanti, il 52,74% sono donne e il 47,25% uomini. Nel 2001 la sola cittadina di La Quiaca, sede municipale, contava 13.761 abitanti.

## Cultura

### Istruzione

#### Musei
- Museo Musojñan

## Infrastrutture e trasporti
Presso La Quiaca termina il suo lungo percorso la strada nazionale 9, che unisce Buenos Aires alle province del nord-ovest e alla frontiera con la Bolivia e la strada nazionale 40 che, dall'estremo sud dell'Argentina, attraversa il Paese sudamericano da nord a sud parallelamente alla cordigliera andina.